# Villa Bargagli
Villa Bargagli o Villa Busona è un edificio storico nel comune di Castellina in Chianti, situato nella frazione di Rencine, in provincia di Siena.

## Storia
Si hanno notizie della villa solo dal Cinquecento, quando dovettero essere trasformate in residenza padronale alcuni edifici agricoli di modesta estensione. All'inizio del Seicento Federico Piccolomini costruì qui un oratorio che, nel 1649, fu tappa della visita pastorale dell'arcivescovo, ma solo da quella del 1673 si inizia a citare una villa, dove da allora il vescovo pernotterà in tali occasioni.
Tra il 1667 e il 1678 Virginio Piccolomini riunì il podere, il palazzo e una casa attigua, acquistandoli dal padre (per 3500 scudi) e dalle monache di Santa Margherita (la casa, per 250 scudi). I debiti accumulati da quest'ultimo fecero però sì che i suoi eredi, nel 1706, dovettero mettere all'asta la villa, che venne acquistata per 4230 scudi da Niccolò Maguoni, che la prese per conto di Francesca Malavolti-Bargagli.
Nel 1805 si ha un inventario della villa steso da Girolamo Bargagli, dove è ricordato come tutto il primo piano della villa è coperto da volte "in spinato", e si menziona il cortile loggiato su due lati (realizzato dopo il 1743). Un'altra tavola del catasto Leopoldino del 1824 mostra la villa composta da due corpi di fabbrica collegati da una galleria; solo in seguito si aggiunsero la casa da colono e la limonaia.

## Descrizione
La villa sorge su un altopiano isolato, organizzata su due corpi di fabbrica adiacenti, uniti dal cortile. Il prospetto principale, sulla strada di Rencine, mostra un torrione d'angolo e una serie irregolare di aperture. Il portone d'ingresso, oggi architravato ma in origine ad arco, non ha decorazione, a parte una lapide che lo sormonta. Da qui si accede agli ambienti interni e allo scalone in pietra, a rampe nella parte inferiore e a curva continua dal primo piano in poi.
La cappella gentilizia, ubicata davanti all'ingresso principale della villa, ha una semplice aula rettangolare, senza tracce di preesistenze.